# Belize City
Belize City (deutsch Belize-Stadt) ist die größte Stadt und Haupthafen von Belize (früher Britisch-Honduras). Sie hat rund 63.000 Einwohner und ist die Provinzhauptstadt der Region Belize District.

## Geografie
Die Stadt besteht aus den Stadtteilen:
- Fort George
- King's Park
- Newtown Barracks
- Port Loyola
- West Canal

Der Haulover Creek, ein Mündungsarm des Belize-Flusses, teilt die Stadt in zwei Hälften, Northside und Southside.

## Geschichte
Die Stadt wurde als „Belize Town“ in der Mitte des 17. Jahrhunderts von britischen Arbeitern als Holzfällersiedlung gegründet. Belize City war bis 1970 die Hauptstadt des damaligen Britisch Honduras. Nachdem die Stadt, die an der Küste des Landes gelegen ist, 1961 vom Hurrikan Hattie fast vollständig zerstört wurde, beschloss die Regierung, den Regierungssitz umzuverlegen, und begann mit der Errichtung einer neuen Hauptstadt im Landesinneren. 1975 wurde der Regierungssitz dann nach Belmopan verlegt. Belize City ist Hauptstadt der Provinz Belize District. Als größte und bevölkerungsreichste Stadt im Land ist Belize City heute weiterhin das wirtschaftliche und kulturelle Zentrum des Landes.

## Bevölkerung
Auf der Southside befinden sich das kommerzielle und wirtschaftliche Zentrum Belize Citys (eingegrenzt durch die Straßen Albert-, Regent-, King- und Orange Street) sowie Wohnviertel mit ärmlicher Bevölkerung und hoher Kriminalität. Auf der Northside befinden sich die eher vornehmen Wohn- und Hotelviertel Fort George und King's Park.
| Jahr      | 1980   | 1991   | 2000   | 2010   | 2018   |
| --------- | ------ | ------ | ------ | ------ | ------ |
| Einwohner | 39.771 | 44.087 | 49.456 | 57.169 | 63.423 |

## Religion
Belize City ist der Sitz des römisch-katholischen Bistums Belize City-Belmopan, dessen Hauptkirche die Kathedrale Holy Redeemer ist. Auch die Anglikanische Diözese von Belize hat ihren Sitz in der Stadt. Deren Hauptkirche ist die St. John’s Cathedral.

## Politik
Bürgermeister ist Bernard Wagner von der People’s United Party (PUP), der 2018 das erste Mal und 2021 wieder gewählt wurde.

## Sehenswürdigkeiten

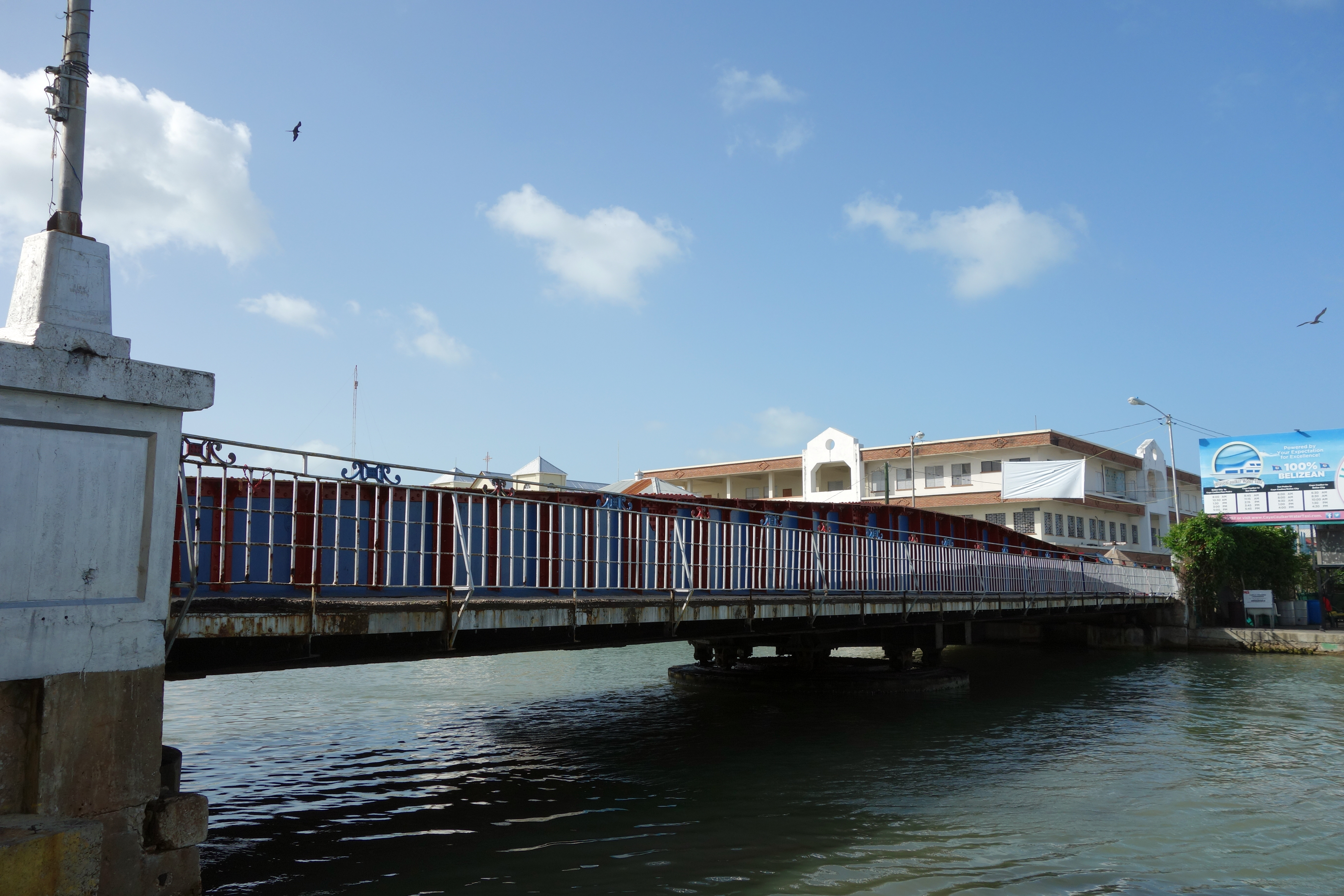
Swing Bridge

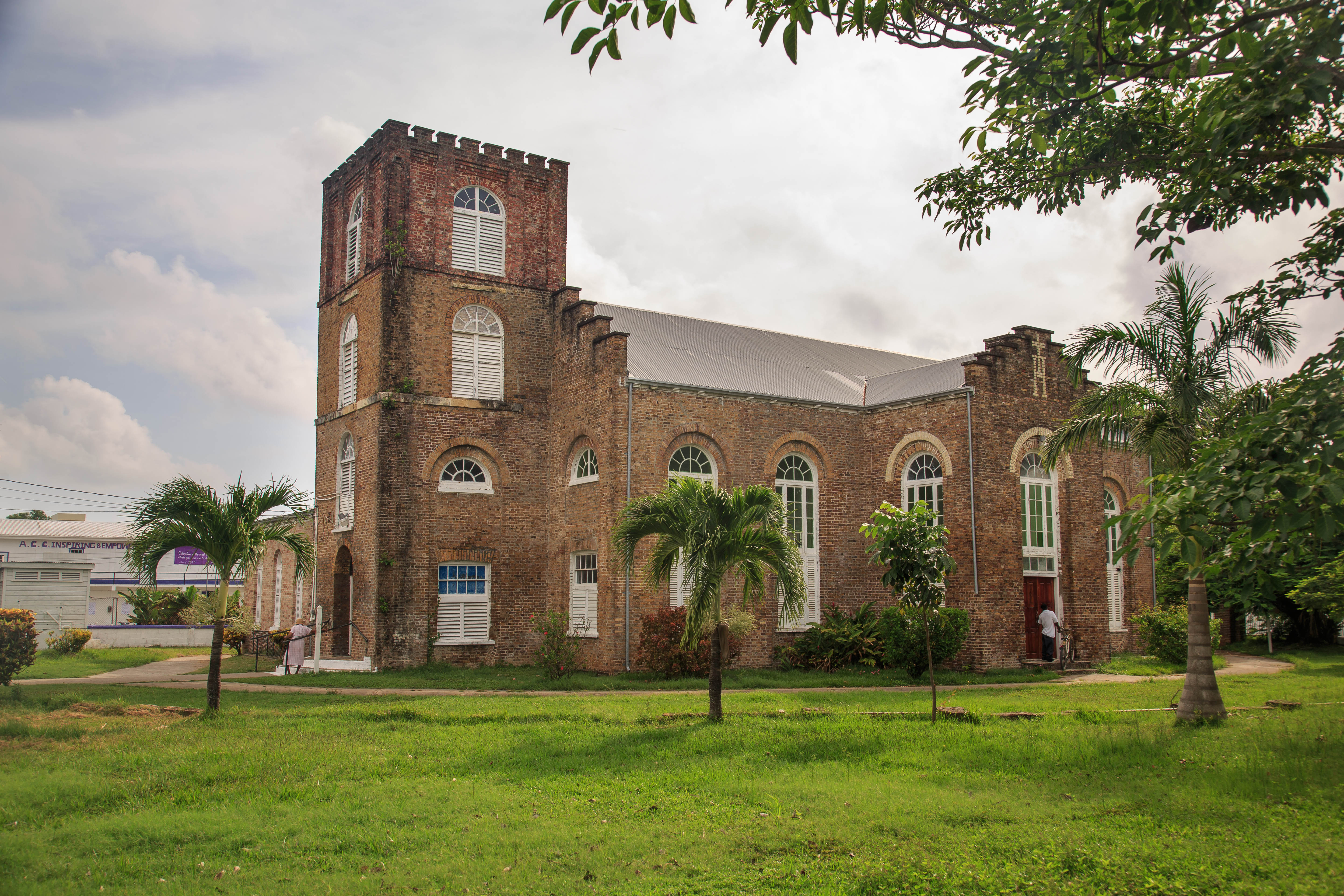
St. John's Cathedral

- Die Belize Swing Bridge im Stadtkern wurde 1923 errichtet und ist eine der wenigen Drehbrücken in der Welt, die immer noch täglich von Menschenhand verstellt wird. Sie verbindet die beiden Stadthälften Northside und Southside.
- Nahe der Swing Bridge befindet sich das Maritime Museum im Belize Maritime Terminal. Ausstellungen drehen sich um die Fischerei, Boote sowie das Belize Reef.
- Nicht weit vom Maritime Museum befindet sich auf der North Front Street das Kunstmuseum Image Factory mit Arbeiten von lokalen Künstlern.
- Das Fort George Viertel birgt einige populäre Sehenswürdigkeiten Belize Citys, z. B. das koloniale Rathaus, die Queen Street Baptist Church, die alte US-Botschaft sowie der Leuchtturm am Fort George Hafen.
- An der Ecke Albert Street und Regent Street befindet sich die 1847 erbaute St. John’s Cathedral, die älteste anglikanische Kirche in Mittelamerika.
- Gegenüber der St. John’s Cathedral befindet sich das Regierungsgebäude, ein 1814 erbautes koloniales Gebäude.

## Verkehr
Belize City ist der wichtigste Verkehrsknotenpunkt im Land. Im Southside-Teil der Stadt, nahe dem Stadtzentrum, befindet sich der größte Busbahnhof im Land. Praktisch jeder größere Ort im Land kann von Belize City aus erreicht werden. Busse ins benachbarte Guatemala starten ebenfalls in Belize City.
Der Philip S. W. Goldson International Airport (BZE, MZBZ) befindet sich in der Nähe von Belize City, im benachbarten Ladyville. Die Inseln im Belize Barrier Reef, welche für den Tourismus im Lande sehr bedeutsam sind, können durch sogenannte Water Taxis von Belize City aus erreicht werden.
Der George Price Highway verbindet Belize City mit der Hauptstadt Belmopan und der Grenze zu Guatemala in Benque Viejo del Carmen.
Der Northern Highway verbindet Belize City mit der mexikanischen Grenze bei Corozal.

## Sport und Freizeit
Belize City stellt zwei Fußballvereine der Belize Premier Football League, der ersten Liga des Landes: Den belizischen Meister von 2005 und 2006, den FC Belize, und den Verein Belize Defence Force, die ihre Heimspiele beide im Stadion MCC Grounds im Norden der Stadt austragen.
Der Belize Zoo befindet sich auf halbem Weg zwischen Belize City und Belmopan und ist der größte Zoo in Belize. Hier sind etwa 125 Tierarten aus der Region zu sehen.

## Städtepartnerschaften
Partnerstädte von Belize City sind
| - McAllen, Texas (USA) - Prairie View, Texas (USA) - Moose Jaw, Saskatchewan (Kanada) - Ann Arbor, Michigan (USA) - Evanston, Illinois (USA) - Riviera Beach, Florida (USA) | - Chetumal, Quintana Roo (Mexiko) - Havanna (Kuba) - Yeosu (Südkorea) - Kaohsiung (Taiwan) - New Orleans, Louisiana (USA, Handelsbeziehungen) |

## Söhne und Töchter der Stadt
- Owen Phillips (1906–1983), Sportschütze
- George Cadle Price (1919–2011), Premierminister von Belize (1981–1984)
- Philip Goldson (1923–2001), Journalist und Politiker
- Elmira Minita Gordon (1930–2021), britische Politikerin, Generalgouverneurin von Belize
- Manuel Esquivel (1940–2022), Premierminister von Belize (1984–1989)
- Edward Arthur Laing (1942–2001), Jurist, von 1996 bis 2001 Richter am Internationalen Seegerichtshof
- Kenneth Sutherland (* 1943), Radrennfahrer
- Dorick McGowan Wright (1945–2020), römisch-katholischer Geistlicher, Bischof von Belize City-Belmopan
- Wilfred Elrington (* 1948), Politiker
- Audrey Joy Grant (* 1951), Diplomatin, Politikerin, seit 2016 Gouverneurin der Zentralbank von Belize
- Carla Barnett (* 1958), belizische Ökonomin und Politikerin, seit 2021 Generalsekretärin der Karibischen Gemeinschaft (CARICOM)
- Errollyn Wallen (* 1958), britische Komponistin
- Francis Fonseca (* 1967), Politiker (People’s United Party)
- Verno Phillips (* 1969), US-amerikanischer Profiboxer
- Arlen Escarpeta (* 1981), Schauspieler
- Deon McCaulay (* 1987), Fußballspieler
- Shaun Gill (* 1993), Sprinter

## Nachweise
1. ↑  Belize: Districts, Towns & Villages - Population Statistics, Maps, Charts, Weather and Web Information. Abgerufen am 25. November 2017 (englisch).
2. ↑  Belize: Distrikte, Städte & Dörfer - Einwohnerzahlen, Karten, Grafiken, Wetter und Web-Informationen. Abgerufen am 3. August 2018.
3. ↑  Website Belize City Council (Memento vom 14. November 2012 im Internet Archive)